# Francesc Eusebi de Lobkowicz
Francesc Eusebi de Lobkowicz (en alemany Wenzel Eusebius von Lobkowicz) va néixer a Praga el 30 de gener de 1609 i va morir a Raudnitz el 22 d'abril de 1677. Era un noble de Bohèmia, diplomàtic, i des de 1646 duc de Sagan. Era fill del Canceller de Bohèmia Adalbert Zdenka de Lobkowicz (1568-1628) i de la baronessa Polyxena de Pernstein (1566-1642).
Va iniciar la seva carrera com a militar amb l'exèrcit imperial, però més tard va decantar-se per la vida política i diplomàtica. El 1646 va adquirir el ducat de Sagan (Silèsia), que havia estat confiscat des del 1634 per l'emperador Ferran III. El 1657 va ser nomenat President del consell privat de Leopold I, fins que va caure en desgràcia per la seva política d'aliances amb França i va ser empresonat a Raudnitz el 1674.

## Matrimoni i fills
El 3 de novembre de 1638 es va casar amb Johana Myšková de Žlunic (1600−1650), sense tenir descendència.
El 6 de febrer de 1653 es va casar per segona vegada amb Augusta Sofia de Sulzbach (1624-1682), filla del comte palatí i duc August de Sulzbach (1582-1632) i d'Hedwig de Schleswig-Holstein-Gottorp (1603-1657). D'aquest segon matrimoni en nasqueren: 
- Un fill nascut mort el 1654.
- Ferran August (1655-1715), casat primer amb Clàudia de Nassau-Hadamar (1660-1680), després amb la princesa Maria Anna de Baden-Baden (1655-1702), en tercer lloc amb Maria Felipa d'Althann (1671-1706), i finalment amb la princesa Maria Joana de Schwarzenberg (1681-1739).
- Felip Ferran (1656-1659).
- Maria Hedwig (1658-1660).
- Francesc Guillem (1659-1698).